# Pedro de Córdoba
Pedro de Córdoba (Cordova, 1482 – Hispaniola, 4 maggio 1521) è stato un religioso e missionario spagnolo.
Appartenente all'OP è stato un missionario, autore e inquisitore spagnolo sull'isola di Hispaniola, primo inquisitore ad essere nominato nel Muovo Mondo. Fu il primo a denunciare il sistema spagnolo noto come Encomienda, che equivaleva alla pratica schiavitù dei nativi del Nuovo Mondo, per gli abusi che ne derivava.

## Biografia
Nacque a Cordova (Córdoba), in Andalusia, nel sud della Spagna. Studiò teologia all'Università di Salamanca e lì si unì presto all'ordine dei domenicani.
Nel settembre del 1510 si recò nell'isola di Hispaniola come vicario della prima banda di missionari domenicani e come primo inquisitore nominato nel Nuovo Mondo. Fu zelante protettore degli indiani e amico e mentore di Bartolomé de las Casas.
L'obiettivo dei frati consisteva nella pastorale degli spagnoli e, specialmente, nell'evangelizzazione degli autoctoni. Di conseguenza, entrarono in contatto diretto con loro, specialmente con i "naborias", come venivano chiamati coloro che erano servi nelle case degli spagnoli. Ben presto i domenicani si accorsero del maltrattamento ricevuto dai colonizzatori e degli abusi commessi contro gli abitanti di quell'isola.
Di fronte a un tale grado di sottomissione e oppressione degli indiani, la comunità domenicana ha dedicato innumerevoli ore di incontri per approfondire il problema, fino a quando non decise di denunciare pubblicamente le atrocità. Una volta deciso il testo e scritto, venne firmato da ciascuno dei membri della comunità. Fra Pedro de Cordoba incaricò fra Antonio Montesino di predicarla nella Messa solenne della IV domenica di Avvento, che cadeva il 21 dicembre 1511, a poco più di un anno dal giorno del loro arrivo nell'isola.
Nonostante il fatto, la predica non è stata conservata, ma solo un estratto che, più tardi, Fra Bartolome de Las Casas incorporerà nella sua opera sulla Storia delle Indie, dove si legge: “Arrivò domenica e all'ora per la predicazione, don Antonio de Montesinos si alzò sul pulpito e prese come tema della predica, scritta e firmata da tutti gli altri fratelli, "Ego sum vox clamantis in deserto".
Motivo fondamentale delle denunce, consisteva nel mancato riconoscimento della dignità umana degli indiani. E allora le domande: “Non sono queste persone? Non hanno un'anima razionale?" Gli altri argomenti, come la necessità di evangelizzare gli indiani e battezzarli, presuppongono i precedenti. Fu dunque la comunità dei frati che, in nome della dignità umana e del dovere cristiano, poté e dovette pronunciare contro i colonizzatori la seguente sentenza:
- Tutti voi siete in peccato mortale; in essa vivi e in essa muori.
- Nello stato in cui ti trovi, non puoi essere salvato, poiché il tuo comportamento è pari a una mancanza di fede in Gesù Cristo e non ne hai alcun desiderio
- Se continui a maltrattare gli indiani, sappi per certo che i peccati che confessi non riceveranno la nostra assoluzione.

Il suo libro, "Doctrina cristiana para instruccion é informacion de los Indios por manera de historia", fu stampato postumo, nel 1544 in Messico per ordine del vescovo Juan de Zumárraga. Era destinato all'educazione degli indiani, principalmente delle isole caraibiche, ed è uno dei primi libri di catechismo che si conosca in America.
Nel 1513, frate Pedro de Córdoba persuase il re Ferdinando II a permettere ai domenicani di Hispaniola di recarsi sulla terraferma per convertire pacificamente i nativi lì. Fra Antonio Montesinos guida la missione con Francisco de Córdoba e un fratello laico, Juan Garcés. I domenicani si stabilirono nella valle di Chiribichi nell'attuale Venezuela, dove furono ben accolti dal capo locale "Alonso", che era stato battezzato anni prima. Secondo la concessione reale, schiavisti e coloni dovevano dare un ampio spazio ai domenicani.
Fray Pedro fondò la provincia di Santa Cruz dell'ordine e godette della reputazione di sacerdote modello, molto rispettato dal clero, dai laici e dagli indiani. Morì a Santo Domingo nel 1521.

## Opere
Tra le opere scritte da Fray Pedro de Córdoba ci sono:
- (ES) Pedro de Córdoba, Doctrina cristiana para instrucción e información de los indios, por manera de hystoria, Trujillo, Repubblica Dominicana, Editora Montalvo, 1544.
- Vari Memoriales al Rey, o Reports al Re sulle condizioni sociali, culturali ed economiche dei nativi americani.

Molte Cartas, o Lettere, spesso scritte in collaborazione con i suoi compagni missionari domenicani in difesa degli indiani, tra cui:
- Carta del Vice-Provincial y sacerdotes del convento de Santo Domingo, dirigida a los muy reverendos padres (April or May 1517).[4]
- Carta de dominicos y franciscanos de las Indias a los Regentes de España (Santo Domingo, 27 May 1517).[4]
- Carta al Rey del Padre Fr. Pedro de Córdoba, Vice-Provincial de la Orden de Santo Domingo (Santo Domingo, 28 May 1517).[4]
- Carta del Padre Fray Pedro de Córdoba al Padre Fray Antonio Montesinos (26 September 1517).[4]